# Opizia bracteata
Opizia bracteata är en gräsart som beskrevs av Mcvaugh. Opizia bracteata ingår i släktet Opizia och familjen gräs. Inga underarter finns listade i Catalogue of Life.